# Hassi El Ferid
Pour les articles homonymes, voir Hassi.
Hassi El Ferid est une ville de l'ouest de la Tunisie, située à une vingtaine de kilomètres au sud de Kasserine.
Rattachée au gouvernorat de Kasserine et siège de la délégation du même nom, elle devient le siège d'une municipalité à la suite du décret du 11 septembre 2015. Celle-ci compte 4 711 habitants en 2004.